# Alchemilla rothii
Alchemilla rothii é uma espécie de rosácea do gênero Alchemilla, pertencente à família Rosaceae.